# Santuari de Misericòrdia
|  | Pel que fa a l'edifici de Canet de Mar, vegeu Santuari de la Mare de Déu de la Misericòrdia. |

El Santuari de Misericòrdia és una obra del municipi de Reus (Baix Camp) inclosa en l'Inventari del Patrimoni Arquitectònic de Catalunya. Està situada a la sortida, al començar la carretera de Cambrils a la Partida de les Forques Velles. Al Santuari duu un llarg passeig amb arbres, el Passeig de Misericòrdia, al final del qual hi ha l'edifici, i el vial es bifurca en dues direccions principals: a la dreta, l'avinguda dels Països Catalans; i a l'esquerra l'avinguda de Sant Bernat Calvó, ambdues part del cinturó de la ciutat, mentre la carretera a Cambrils queda al davant, al costat esquerre del Santuari. Els reusencs el coneixen com l'ermita de Misericòrdia

## Descripció

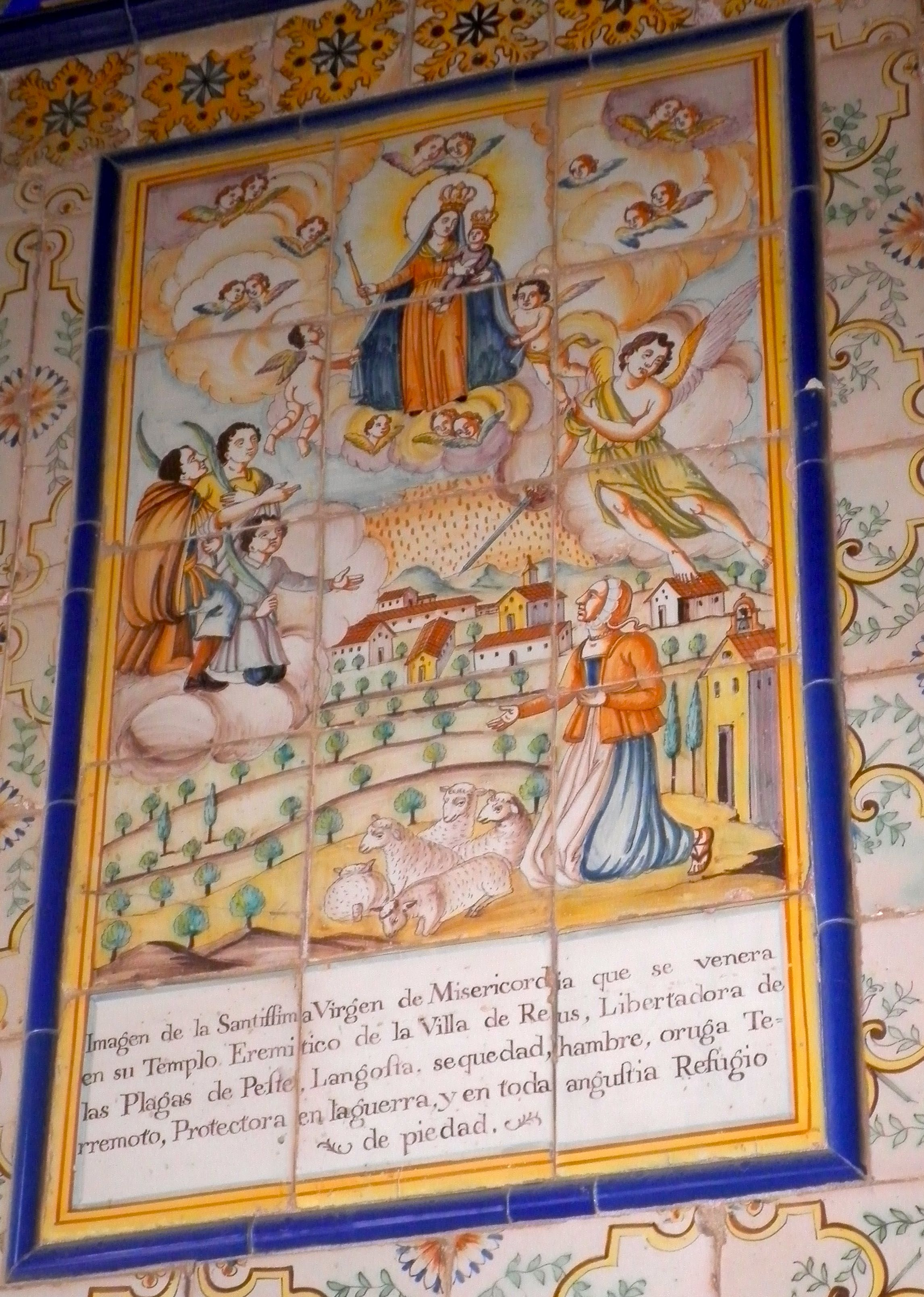
Imatge de la Mare de Déu amb la pastoreta, els àngels i els tres sants, Pròsper, Vicenç i Victorià

Edifici d'una nau, i tres trams, amb tres capelles a cada costat, comunicades, des del 1871, per petits pòrtics. Mesura 31,04 m de longitud per 13,53 m d'amplada i 11 m d'alçada. És d'estil renaixentista i l'interior està adornat amb pintures al fresc, obra de Josep Franquet, Joaquim Juncosa i Joan Juncosa. La planta és de creu llatina amb absis quadrat i cambril. Pilars cruciformes que són punt de partida de les voltes de mig punt amb lluneta de la nau central. El cor és als peus, al primer tram, sostingut per una volta de mig punt. En el centre del creuer s'aixeca una cúpula semiesfèrica amb petxines coronada per una lluerna. En el presbiteri hi ha l'altar major, reconstrucció del segle xx de l'antic altar barroc del 1681-83. i a l'extrem del braç dret del creuer hi ha l'altar de Santa Marina. L'accés a l'església és a l'extrem de la nau major i al braç esquerre del creuer. Hi ha obertures rectangulars i un ull de bou a la façana principal. L'edifici és arrebossat, enguixat i pintat. La coberta és de teula àrab.
Façanes
La façana principal, inacabada, és de forma rectangular amb ample sòcol a la part baixa. La porta és d'arc carpanell i està protegida per un pòrtic amb columnes renaixentistes ornades. Presenta obertures rectangulars i un ull de bou i està rematada per un frontó triangular amb rellotge i espadanya.
La façana sud, d'uns 40 m de llargada, té un cos central de planta baixa i dos plantes format per l'obertura de la porta, amb reixa i vidre blindat, balcó corregut, dos obertures rectangulars, persianes de llibret i frontó tallat amb petites finestres. A la dreta i a l'esquerra es repeteix una composició d'obertures, algunes cegues, i ornamentació esgrafiada als marcs i frontons. La façana és estucada de color terra i la fusteria és de fusta.
Just al costat del santuari hi ha la Capella de l'Aparició, que indica, segons la llegenda, el lloc exacte de l'aparició de la Mare de Déu.

## Història
En sessió del Consell del 26 de desembre de 1592, se'n va acordar la construcció, amb motiu de l'aparició de la Verge a la pastora Isabel Besora. La primera ermita va ser dirigida pel mestre d'obres Damià Pallarès, que també va fer l'acabament del cor alt de l'església de sant Pere i el convent de carmelites descalços, després hospital de sant Joan. El 1602 es va traslladar al Santuari de Misericòrdia, en una solemne professó la imatge de la Mare de Déu dels Set Goigs, del segle xv, que es venerava a la Capella de Betlem al carrer de Monterols, construïda amb una deixa de l'espaser Miquel Vidal, cap al nou edifici situat al lloc on suposadament la Mare de Déu es va aparèixer a la pastoreta. Aquesta imatge va ser anomenada després de la Mare de Déu de Misericòrdia. Amb la imatge de la Verge dels Set Goigs es va portar a l'ermita el retaule de la Nativitat, del pintor Jaume Segarra que també estava a la Capella de Betlem. L'any 1652 hom decidí d'engrandir l'ermita, que fou completat el 1683. La construcció del cambril fou acabada l'any 1771. El 1812 les tropes napoleòniques la van saquejar i van cremar les relíquies de sant Pròsper, sant Vicenç i sant Victorià, portades des de les catacumbes romanes per la família Bofarull, molt venerades pels reusencs i que fins aquell moment havien acompanyat les imatges gràfiques de l'aparició.
A partir d'aquell moment, desapareixen de les representacions. El 1867 s'inaugurà un rellotge a la façana principal. El 1878 es pavimentà l'ermita amb marbre blanc i negre, i el 1889 el presbiteri amb mosaic valencià. Del projecte de la façana, de Pere Caselles, sols s'ha fet el pòrtic amb columnes renaixentistes. El 1915 començaren les obres de reforma de la façana principal, que quedaren interrompudes l'any 1936. Durant la Guerra Civil el santuari quedà molt malmès, va ser incendiat i va desaparèixer la imatge de la Mare de Déu. El juliol de 1939 s'hi celebrà un acte de desgreuge i reparació, amb motiu de la col·locació de la primera pedra de la nova capella de l'Aparició. La reconstrucció va acabar l'any 1954. Des de l'agost de 1986 l'arquitecte Joan Bassegoda realitzà un projecte per a substituir i acabar allò fet per Pere Caselles.

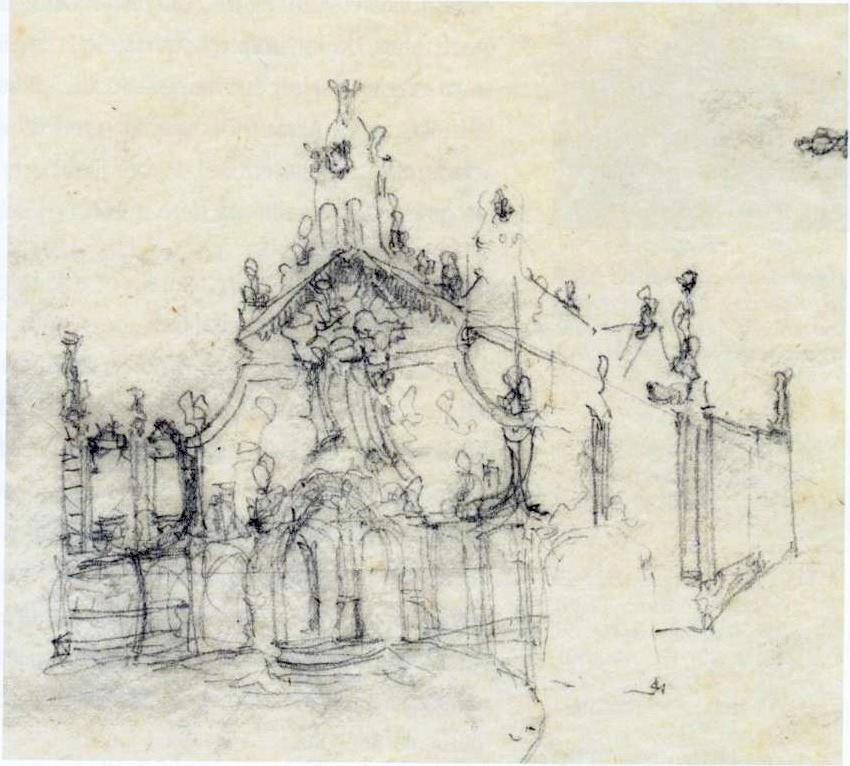
Croquis d'Antoni Gaudí per la façana de l'ermita de Misericòrdia

El gener de 1984 va començar la restauració de la façana lateral sud, segons el projecte de Joan Bassegoda, que s'acabà a l'abril del mateix any. L'any 1986 s'instal·laren els vidres de seguretat a la porta. Totes les reformes, en el decurs dels anys, falsegen l'estil del renaixement de l'edifici original.
La Verge només surt del Santuari una vegada cada 25 anys, i els reusencs li fan tota classe de regals i donacions. És costum entre una part de la gent de Reus de casar-se no pas a la seva parròquia sinó en aquest Santuari.
.

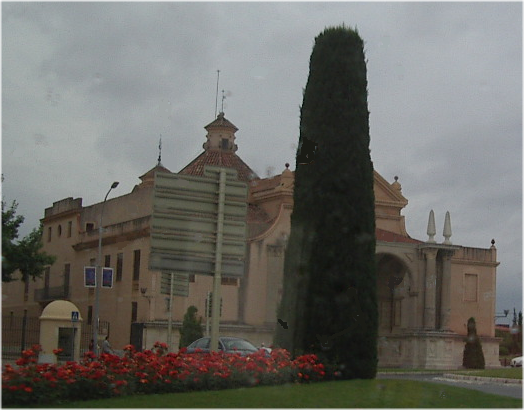
Santuari de Misericòrdia des l'Avinguda de Sant Bernat Calbó, amb la Capella de l'Aparició

Cada any, se celebren les Festes de Misericòrdia que són la segona Festa Major de Reus (també se'n diu Festa Major petita) a l'entorn del 25 de setembre, data en la qual al segle xviii es documenta l'aparició de la Mare de Déu de Misericòrdia a Isabel Besora l'any 1592.
El 1981 el Centre d'Amics de Reus li va atorgar el guardó El més Amic de Reus.